# Marcelo Longobardi
Marcelo Ernesto Longobardi (Buenos Aires, 21 de marzo de 1961) es un  conductor televisivo y conductor radial argentino. Ha conducido programas de televisión en América 24 y C5N. En radio se ha desempeñado largamente en medios como Radio 10, Radio Mitre y anteriormente en CNN en Español desde 2017, hasta su salida en el 2023. Era conductor en Radio Rivadavia en la mañana de 6 a 10 hs hasta el 18 de diciembre de 2024, cuando fue desvinculado de esa emisora debido a que los dueños de la empresa periodística fueron presionados por el Gobierno Nacional, para que sacaran a Longobardi del aire por ser crítico de la gestión de Javier Milei.
En la actualidad tiene un ecosistema digital, con principal foco en su canal de streaming en YouTube, denominado Marcelo Longobardi, y emite en vivo de lunes a viernes un resumen de noticias que comienza a las 7 am. de Argentina. Además realiza diferentes entrevistas y contenidos que se suben diariamente a sus amplias redes sociales.

## Biografía

### Comienzos
Vivió su niñez y adolescencia en el Barrio de Once, donde asistió al colegio salesiano. Abandonó los estudios secundarios a los quince años de edad, no contando con título de ese nivel ni título universitario de Periodista. Tiene seis hijos: Franco, Ignacio, Gastón con su primera esposa y Delfina, Clara y Josefina con la segunda.

### Décadas de 1980 y 1990
Entre 1983 y 1985 trabajó como productor de Bernardo Neustadt en radio Mitre sin cobrar un salario. En 1984 fundó junto a Gabriel Griffa la Revista Apertura pero vendió su participación en 1994.
Su debut radiofónico tuvo lugar en Radio El Mundo en 1986, con un programa que salió durante tres meses los domingos a las 6. Durante la década de 1990 condujo un programa de radio en Radio del Plata.
Desde 1993 hasta 1995 condujo junto a Daniel Hadad el programa Hadad & Longobardi, por América TV.
En 1997, en la TV abierta, fue uno de los conductores de Sin límites, con Roman Lejtman, Alfredo Leuco y Luis Majul, programa de América TV que investigó la pista de Anillaco que pertenecería a Carlos Menem, por entonces presidente de la Nación. El programa fue censurado y su emisión levantada por la empresa.

### Décadas de 2000 y 2010
Desde 2002 hasta fines de 2012, trabajó en Radio 10, conduciendo Cada mañana, junto a María Isabel Sánchez, el humorista Rolo Villar y el Doctor Alberto Cormillot, donde lideró la audiencia de la primera mañana, el horario más competitivo.
Condujo junto a Alfredo Leuco el programa periodístico Fuego Cruzado por el canal América TV hasta 2006. En C5N condujo el programa "Longobardi en vivo". 
Desde marzo de 2013, condujo Cada mañana, por Radio Mitre. De 6 a 10 hs., derrotó a Samuel «Chiche» Gelblung por 32 % a 29,8 %, y le dio una histórica victoria a Mitre en un horario que durante 14 años había sido de Radio 10.

#### Gobiernos de Néstor y Cristina Kirchner
Durante los gobiernos de Néstor Kirchner (2003-2007) y Cristina Fernández de Kirchner (2007-2015) Longobardi mantuvo una línea crítica. 
En 2005, en su programa de Radio 10 entrevistó al entonces presidente Néstor Kirchner junto a su colega Oscar González Oro.
En 2006, Fuego Cruzado dejó de emitirse debido a que los médicos le recomendaron a Longobardi que redujese la cantidad de trabajo, luego de desmayarse en su programa de radio. Fuentes de la producción del programa hablaron de presiones del gobierno hacia la directiva del canal para que el programa fuera menos crítico. Longobardi se enfrentó públicamente con el gerente de contenidos de América, Román Lejtman, por su intento de marcar una línea editorial.
En febrero de 2010 tuvo su última reunión con Kirchner, unos meses antes de su fallecimiento. Según las declaraciones de Longobardi a La Nación: "vino por el pasillo a los insultos. No podría reproducir las cosas que escuché. Cuando llegó al lado nuestro se me tiró encima como para darme una trompada. Daniel [Hadad] se interpuso para evitar una agresión física".
En marzo de 2012, el programa "Longobardi en vivo" fue sacado del aire durante una entrevista al exjefe de gabinete Alberto Fernández en la que criticaba las medidas tomadas por el gobierno de CFK. El periodista mexicano, Alberto Padilla, que se encontraba en el estudio, habló de "censura". El dueño del canal, Daniel Hadad, atribuyó el hecho a un "exceso de formalismo", por el cual se cortó la transmisión al pasarse de su horario de finalización.
En abril de 2012, Hadad vendió todos sus medios al empresario Cristóbal López. El 21 de diciembre, López le rescindió el contrato que tenía con Radio 10 hasta 2016 y con C5N aduciendo «diferencia de visiones». El periodista dijo que fue la presidenta Cristina Fernández de Kirchner quien le ordenó a López que lo sacase.
Cuando en un editorial, Longobardi señaló que:

"Las tapas de los diarios subrayan divisiones y discrepancias en el seno del kirchnerismo respecto a los cambios de seguridad que implementó el gobernador Scioli. Ayer, distintos dirigentes importantes del kirchnerismo puro, incluido el propio Aníbal Fernández, plantearon diferencias con el proyecto. Nunca se había visto en la Argentina un Gobierno que contrapusiera ideas con sus propios candidatos. Es un poco insólito".

El exjefe de Gabinete, Aníbal Fernández afirmó del periodista:

Su convicción fascista represiva es más fuerte. No dejará de incitar a lastimar antes que educar o reencauzar la vida de estos pibes. Cuanto desprecio por la vida y en especial por los pibes. Gracias a Dios el mundo no piensa así. Triste sería vivir entre semejantes bestias.

#### Gobierno de Macri
Longobardi calificó de "apriete" las advertencias por parte del vocero del expresidente Mauricio Macri, Iván Pavlosky, en su programa radial, cuando recibió un llamado de Pavlosky para que entreviste a una funcionaria porteña del área de hábitat. Longobardi no accedió al pedido de Pavlovsky, por lo que el vocero del Jefe de Gobierno le propinó una amenaza: “bueno, entonces lo voy a tener que llamar a Porta (el responsable de la radio)”. Según el propio diario Clarín, el apriete enfureció a Longobardi que, al aire, invitó a Pavlovsky a que llame "a quien tenga que llamar".
En diciembre de 2017 se sumó a CNN en Español, con el programa En diálogo con Marcelo Longobardi entrevistando al presidente Mauricio Macri.
En julio del 2023, mientras estaba de visita a las oficinas centrales de CNN en Español en Atlanta, tuvo un altercado con unos ejecutivos, quienes le estaban ofreciendo 450.000 dólares por supuestamente comprar su silencio, por el cual tras ese episodio, salió de la cadena tras casi 6 años en la cadena norteamericana, volviendo con su familia a su lugar natal.

## Premios y nominaciones
| Premios Martín Fierro | Premios Martín Fierro                         | Premios Martín Fierro | Premios Martín Fierro | Premios Martín Fierro |
| Año                   | Categoría                                     | Trabajo Nominado      | Resultado             | Ref.                  |
| --------------------- | --------------------------------------------- | --------------------- | --------------------- | --------------------- |
| 1992                  | Revelación                                    | Fuego Cruzado         | Nominado              | [ 26 ]                |
| 2013                  | Mejor labor periodística masculina en radio   | Cada mañana           | Ganador               | [ 27 ]                |
| 2014                  | Mejor conducción masculina en radio           | Cada mañana           | Ganador               | [ 28 ]                |
| 2016                  | Martín Fierro de Oro                          | Cada mañana           | Ganador               | [ 29 ]                |
| 2016                  | Mejor programa periodístico de la mañana - AM | Cada mañana           | Ganador               | [ 29 ]                |
| 2016                  | Mejor labor periodística masculina en radio   | Cada mañana           | Ganador               | [ 29 ]                |

Otros premios
- Premios Eikon - Comunicador del año (2014)[30]

- Premio Rotary Club - Trayectoria periodística (2015)

- Premio Juan Alberto Badía (2015)[31]

- Premio Konex a la Comunicación/Periodismo de Platino - Radial (2017)[32]